# Puerto Seguro
Puerto Seguro ist ein Ort und eine nordspanische Gemeinde (municipio) mit 55 Einwohnern (Stand: 2024) in der Provinz Salamanca in der Autonomen Gemeinschaft Kastilien und León. 

## Geografie
Puerto Seguro liegt etwa 130 Kilometer westsüdwestlich von Salamanca an der portugiesischen Grenze in einer Höhe von ca. 640 m. Der Río Águeda begrenzt die Gemeinde im Norden und Osten. 

## Bevölkerungsentwicklung
| Jahr      | 1900 | 1950 | 1960 | 1970 | 1981 | 1991 | 2001 | 2011 | 2021 |
| Einwohner | 770  | 572  | 485  | 318  | 144  | 127  | 105  | 78   | 58   |

## Sehenswürdigkeiten
- Sebastianuskirche (Iglesia de San Sebastián)
- Kapelle
- Heimatmuseum

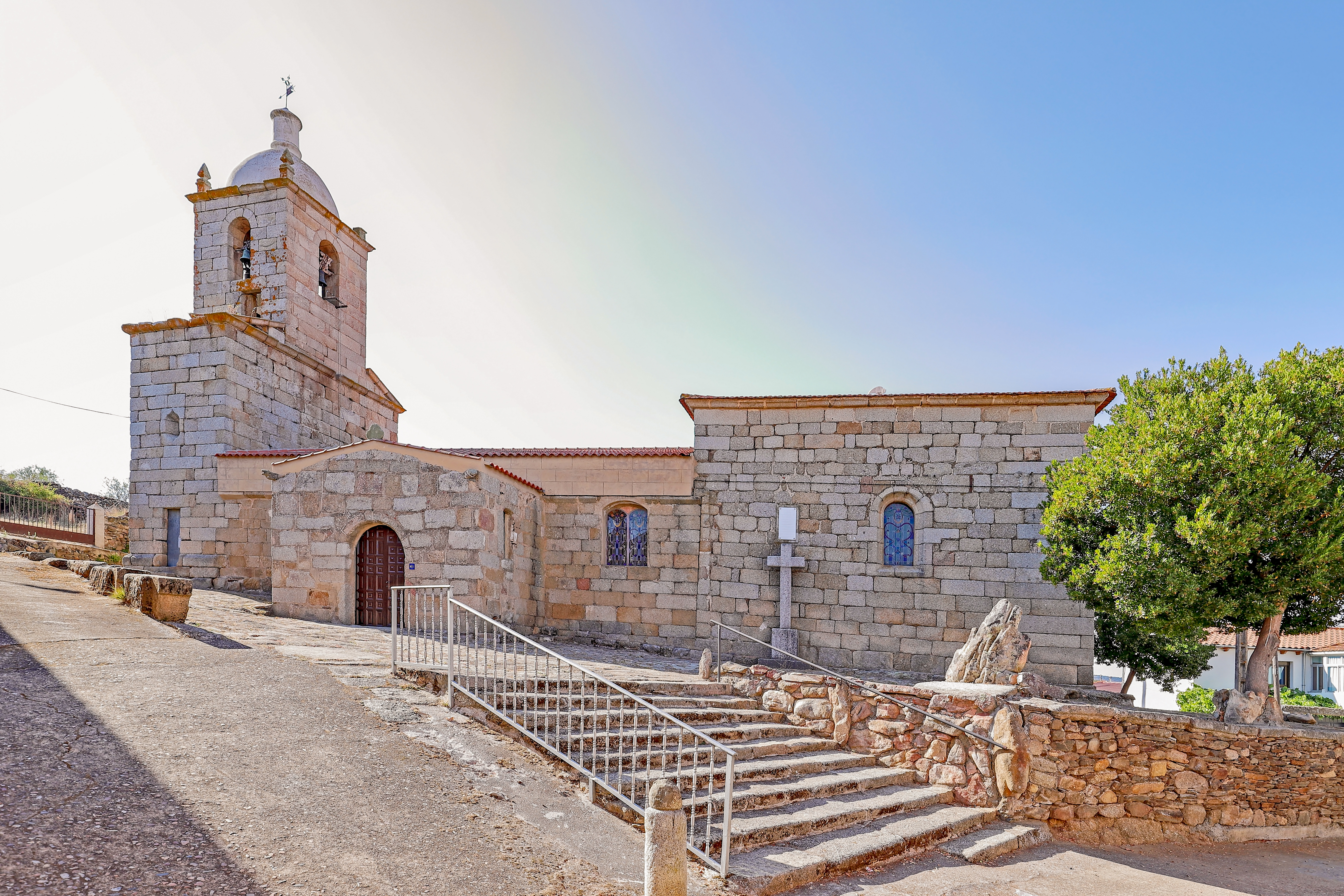
Sebastianuskirche
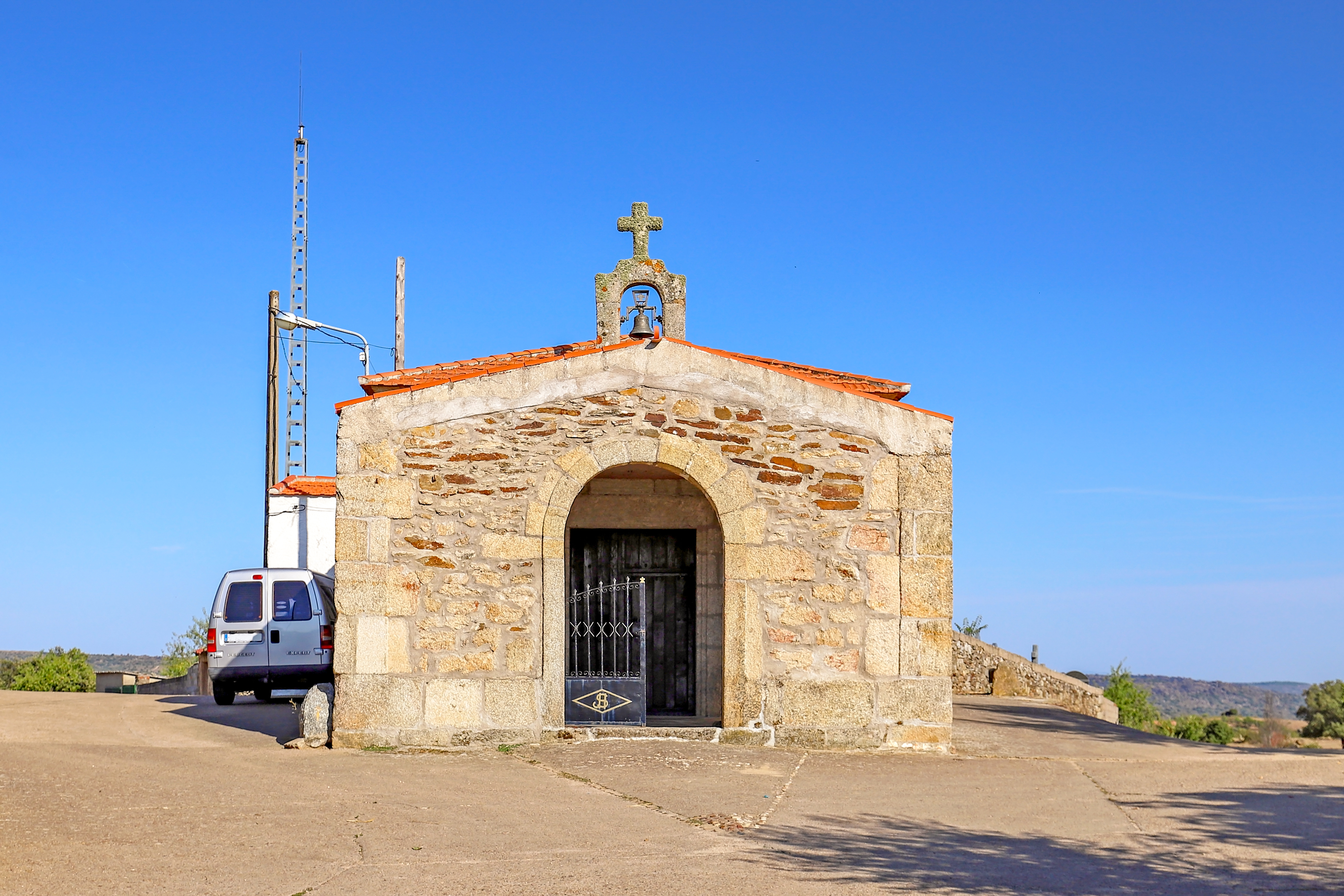
Kapelle
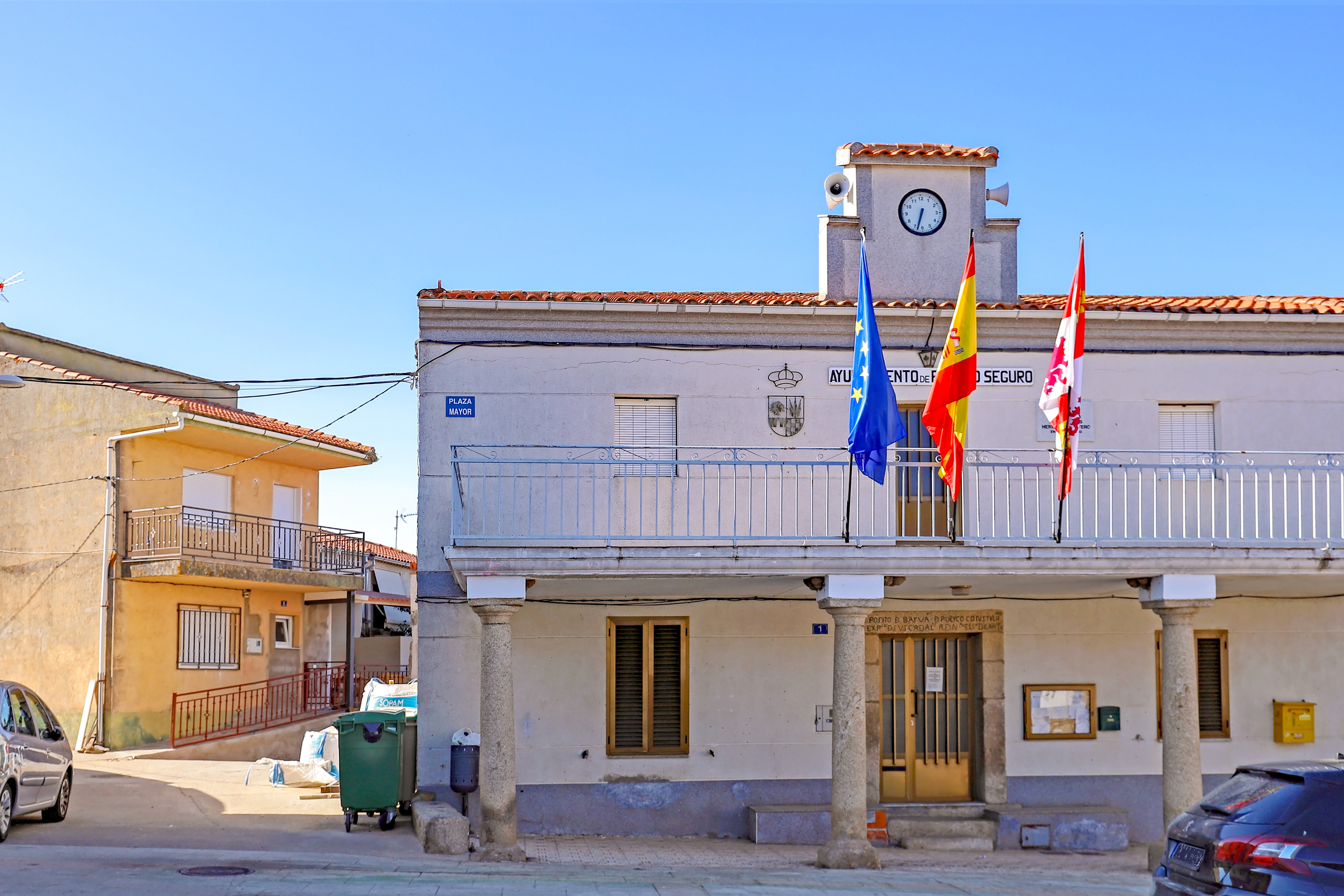
Rathaus